# Richmond megye (Georgia)
Richmond megye az Amerikai Egyesült Államokban, azon belül Georgia államban található. Megyeszékhelye és legnagyobb városa Augusta. Lakosainak száma 206 607 fő (2020. április 1.). Richmond megye Edgefield, Burke, Aiken, Jefferson, McDuffie és Columbia megyékkel határos.

## Népesség
A megye népességének változása:
| Lakosok száma | 201 038 | 201 205 | 202 672 | 202 003 | 201 793 | 206 607 |
|               | 2010    | 2011    | 2012    | 2013    | 2015    | 2020    |